# دنیای به رنگ خون
«دنیای به رنگ خون» (به انگلیسی: World Painted Blood) آلبومی از گروه موسیقی ترش متال اسلیر است که در سال ۲۰۰۹ میلادی منتشر شد.